# Порко, Линден
Ли́нден По́рко (англ. Linden Porco; род. 29 августа 1996, Виннипег, Манитоба, Канада) — американо-канадский актёр, известный по ролям лепрекона Любдана в комедийном фильме ужасов «Лепрекон возвращается» (2018) и куклы Чаки в комедийном слэшере «Культ Чаки» (2017).

## Биография
Порко родился 29 августа 1996 года в городе Виннипег, провинция Манитоба в Канаде.  
В детском возрасте Линден мечтал стать футболистом, однако в возрасте семи лет, в 2004 году, исполнил свою первую роль в кино — он появился в эпизодической роли в сериале «Удивительный мир Disney» и с тех пор связал свою жизнь с кинематографом. 
Линден страдает от врождённого заболевания — гипоплазии, из-за которой его рост составляет всего 2 фута и 8 дюймов (0,81 метра).

## Карьера
Дебют Порко в большим кино состоялся в 2006 году в комедийном фильме «Шалун», в котором Линден исполнил роль дублёра актёра Марлона Уэйанса в сценах, где он предстаёт в виде младенца. 
В 2015 году Порко сыграл эпизодическую роль в детективном телесериале «Пинкертоны». 
В 2017 году Линден исполнил роль немого дублёра в комедийном слэшере под названием «Культ Чаки». Линден сыграл роли двух кукол Чаки, главных антагонистов фильма, сделав для кукол движения с помощью монтажа и спецэффектов.
В 2018 году Линден исполнил второстепенную роль монстра Умного рта в третьем сезоне антологического хоррор-сериала «Нулевой канал» от телеканала Syfy. 
В том же 2018 году Порко исполнил свою первую главную роль лепрекона Любдана в комедийном фильме ужасов «Лепрекон возвращается», заменив на этой роли актёров Уорика Дэвиса и Дилана Постла, которые исполняли роли Любдана в первых шести фильмах и в седьмом фильме франшизы соответственно. 
В 2022 году Линден озвучил второстепенного персонажа Рэйдона в приключенческой видеоигре «New Tales from the Borderlands».  
В 2024 году Порко появился во второстепенной роли Дейла в третьем сезоне комедийного научно-фантастического телесериала «Засланец из космоса».
В том же 2024 году Линден был утверждён на роль гнома Персиваля Шуттенбаха в грядущем четвёртом сезоне фэнтезийного телесериала «Ведьмак».

## Фильмография

### Кино
| Год  | Название                                  | Роль                   | Примечания             |
| ---- | ----------------------------------------- | ---------------------- | ---------------------- |
| 2006 | Шалун                                     | маленькое тело Кэлвина |                        |
| 2006 | Мир Линдена                               | в роли самого себя     | короткометражный фильм |
| 2008 | Банки Блюм и говорящий поезд              | Банки Блюм             | короткометражный фильм |
| 2013 | Очень весёлое Рождество                   | ложный обманщик        |                        |
| 2017 | Культ Чаки                                | тело куклы Чаки        | direct-to-video        |
| 2018 | Лепрекон возвращается                     | лепрекон Любдан        | direct-to-video        |
| 2020 | Руководство для нянь: Как поймать монстра | Подхалим               | direct-to-video        |
| 2021 | Аллея кошмаров                            | Мелкий Брофо           |                        |
| 2022 | Адская пасть                              | Бифронс                | короткометражный фильм |

### Телевидение
| Год  | Название                      | Роль                      | Примечания                                      |
| ---- | ----------------------------- | ------------------------- | ----------------------------------------------- |
| 2004 | Удивительный мир Disney       | маленький мальчик         | Эпизод: "Naughty or Nice"                       |
| 2006 | Тагабу: Чудо на улице Ди-Рока | Гэвин                     | телефильм                                       |
| 2015 | Саннисайд                     | Малыш-клоун/маленький Тим | 2 эпизода                                       |
| 2015 | Пинкертоны                    | Рука на сцене             | Эпизод: "The Devil's Trade"                     |
| 2018 | Нулевой канал                 | Умный рот                 | второстепенная роль                             |
| 2018 | Лоудермилк                    | тренер Дэвида             | Эпизод: "Saturday Night's Alright for Fighting" |
| 2021 | Габби Дюран: Няня инопланетян | свинцовый торквуб         | Эпизод: "Ratita and the Ultras"                 |
| 2024 | Засланец из космоса           | Дейл                      | эпизодическая роль                              |
| TBA  | Ведьмак                       | Персиваль Шуттенбах       | второстепенная роль                             |

### Видеоигры
| Год  | Название                       | Роль   | Примечания          |
| ---- | ------------------------------ | ------ | ------------------- |
| 2022 | New Tales from the Borderlands | Рэйдон | второстепенная роль |